# Narcocorrido
Narcocorrido is een controversiële muzieksoort uit Mexico. Narcocorrido's zijn voortgekomen uit corrido's maar hebben meestal drugssmokkel als thema.
Corrido's hebben altijd al bandieten, illegalen of andere personen uit de marge van de samenleving bezongen, maar de focus op drugssmokkel is een relatief nieuw fenomeen. Veel muziekexperts beschouwen het in 1931 opgenomen nummer ''El Pablote'' als de eerste narcocorrido. In de jaren zeventig en tachtig van de vorige eeuw werd het genre groter, mede dankzij bands als Los Tigres del Norte en Los Tucanes de Tijuana.  
Narcocorrido's beelden drugssmokkel doorgaans positief af en zijn dan ook wel vergeleken met gangstarap. Muzikanten die narcocorrido's ten gehore brengen zijn ruwweg in twee groepen te verdelen. Ten eerste zijn er de muzikanten die de drugssmokkel gewoon als thema van hun muziek nemen, zonder het op een of andere manier te idealiseren of partij te kiezen. De andere groep bestaat uit bands die de daden van een specifiek kartel bezingen en verdedigen, soms na betaling door dat kartel. Zij treden dan ook vrijwel alleen op in gebieden die door dat kartel gecontroleerd worden en worden vaak beschermd door bodyguards. Het is zelfs wel voorgekomen dat muzikanten die narcocorrido's over een specifieke bende zongen door leden van rivaliserende bendes vermoord zijn. 
In Mexico zijn stemmen opgegaan om narcocorrido's te verbieden. Radiostations in Neder-Californië, een deelstaat in het noordwesten van Mexico die erg geplaagd wordt door drugssmokkel, hebben vrijwillig besloten geen narcocorrido's meer uit te zenden. President Vicente Fox heeft ook voorgesteld ze te verbieden. In mei 2011 werd in Chihuahua een verbod ingesteld.